# The Vanilla Shake (zespół muzyczny)

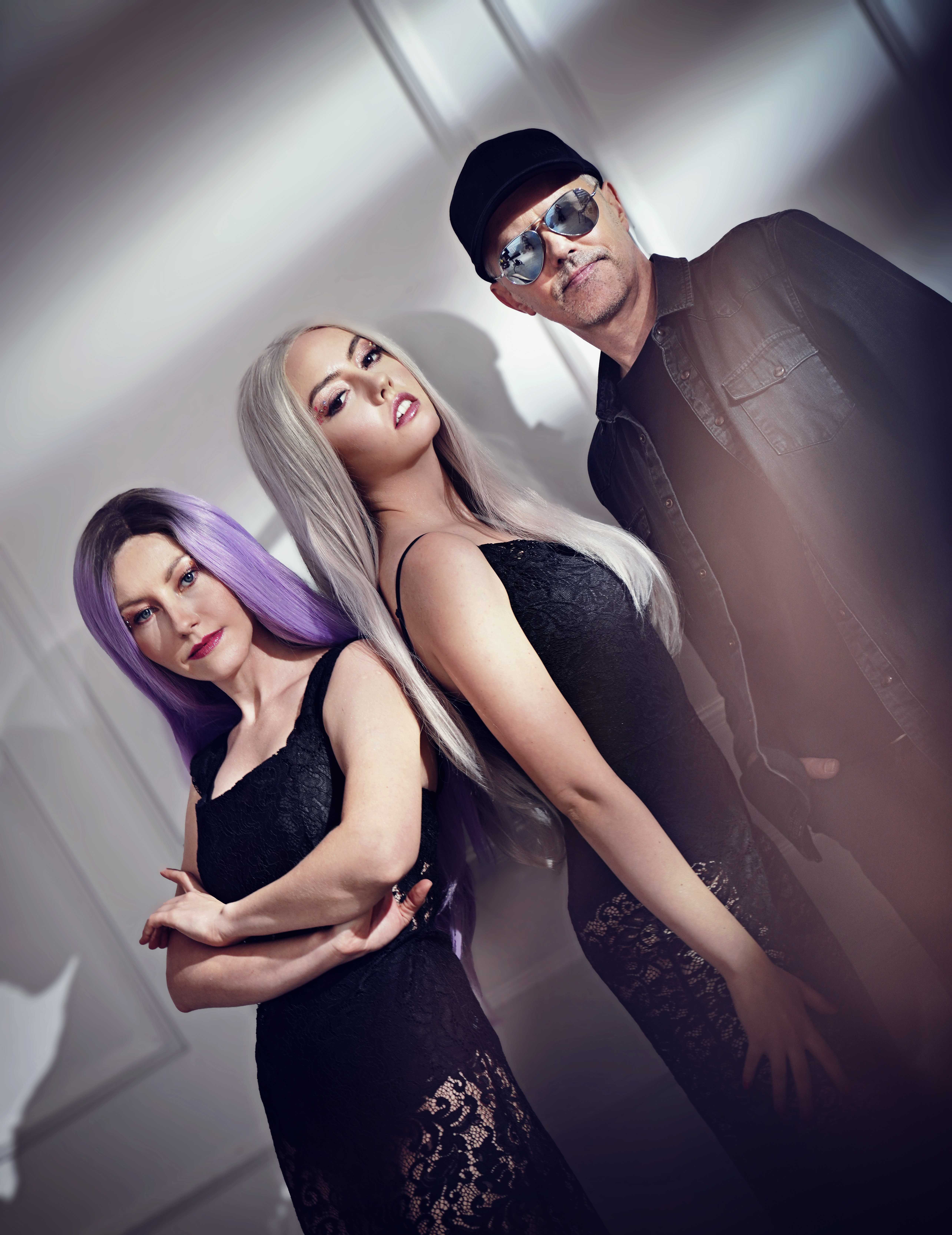
Główny skład zespołu - od lewej: Paulina, Dżoana i Sławomir

The Vanilla Shake — rodzinny zespół grający muzykę pop założony w 2017 r. przez Sławomira Szudrowicza oraz jego córki — Paulinę i Joannę (Dżoana).
Pierwszymi utworami wykonywanymi przez zespół były tzw. mashupy, które sami muzycy określali „szejkami” - tj. kompilacjami najbardziej znanych piosenek twórców takich jak: Michael Jackson, Katy Perry, Taylor Swift, czy też Ed Sheeran. Po publikacji jednego z tego typu utworów z zespołem The Vanilla Shake skontaktował się ówczesny manager zespołu Thirty Seconds to Mars  — Jared Rosenberg.
W maju 2019 r. byli gośćmi programu Rodzinny Ekspres TVP. W lutym 2020 r. wystąpili w programie  „Pytanie na śniadanie”. W tym samym roku zespół The Vanilla Shake podpisał kontrakt z Wytwórnią ZPR Records. W listopadzie ukazał się ich pierwszy autorski singiel „Znacznie lepiej”. Drugi utwór to akustyczna ballada zatytułowana „Przyjaciele”, do której teledysk stworzył Stykky Media. Radiowa premiera singla pojawiła się podczas audycji prowadzonej przez Monikę Król na antenie Radia SuperNova. W listopadzie 2023 r. został wydany ich trzeci singiel „Plan” z wytwórnią muzyczną ID Records. 
W czasie pandemii publikowali serię akustycznych coverów polskich artystów i zespołów, m.in.: Dawida Podsiadło, Cleo, Raz Dwa Trzy czy Golec uOrkiestra.
Obecnie zespół pracuje nad swoim pierwszym albumem.